# Zwillbrocker Venn u. Ellewicker Feld
Zwillbrocker Venn u. Ellewicker Feld este o arie protejată (arie specială de conservare — SAC, sit de importanță comunitară — SCI) din Germania întinsă pe o suprafață de 245,84 ha, integral pe uscat.

## Localizare
Centrul sitului Zwillbrocker Venn u. Ellewicker Feld este situat la coordonatele 52°02′46″N 6°42′17″E / 52.0461°N 6.7047°E.

## Înființare
Situl Zwillbrocker Venn u. Ellewicker Feld a fost declarat sit de importanță comunitară în august 1999.

## Biodiversitate
Situată în ecoregiunea atlantică, aria protejată conține 9 habitate naturale: Lacuri eutrofice naturale cu vegetație de tip Magnopotamion sau Hydrocharition, Lacuri și iazuri distrofice naturale, Pajiști umede nord-atlantice cu Erica tetralix, Pajiști uscate europene, Pajiști cu Molinia pe soluri calcaroase, turboase sau argilos-nămoloase (Molinion caeruleae), Mlaștini oligotrofe degradate, capabile încă de regenerare naturală, Depresiuni pe substraturi de turbă de Rhynchosporion, Păduri acidofile de stejar bătrân cu Quercus robur pe câmpii nisipoase, Mlaștini împădurite.
La baza desemnării sitului se află o specie protejată de  amfibieni: triton cu creastă (Triturus cristatus).
Pe lângă speciile protejate, pe teritoriul sitului au mai fost identificate 1 specie de amfibieni, 2 specii de nevertebrate.